# Densidad (mecánica cuántica)

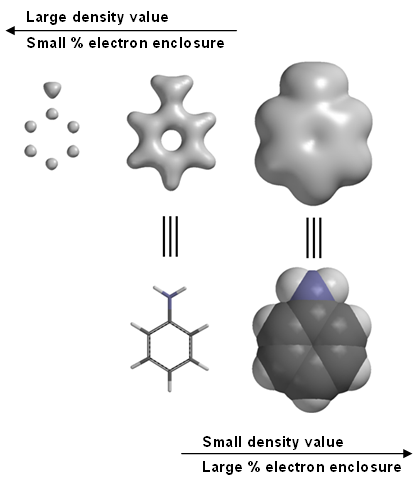
Diferentes valores de densidad electrónica para la molécula anilina.

En mecánica cuántica, bajo la interpretación probabilística, las partículas no pueden ser consideradas puntuales, sino que se encuentran deslocalizadas espacialmente antes de realizar una medida sobre su posición. La densidad (abuso de notación, llamada densidad de probabilidad) es una distribución que determina la probabilidad  espacial de una o más partículas idénticas.
En el sentido físico, la función densidad {\displaystyle \rho \left({\vec {r}},t\right)} o {\displaystyle n\left({\vec {r}},t\right)} de un sistema determina la probabilidad encontrar un electrón en la posición {\displaystyle {\vec {r}}} en un tiempo {\displaystyle t}. Como tal es una función positiva y real.
La integral de la densidad sobre todo el espacio se normaliza al número total de partículas del sistema:
{\displaystyle \int \!dx\,\rho (x)=N\,.}
En mecánica cuántica, la densidad puede ser obtenida a partir de una función de onda de N partículas {\displaystyle \Psi ^{(N)}} como
{\displaystyle \rho (x)=\int \ dx_{2}\ ...\ dx_{N}\ |\Psi ^{(N)}(x,x_{2},...,x_{N})|^{2}}
En el caso de que la función de onda {\displaystyle \Psi ^{(N)}} sea un determinante de Slater compuesto de N orbitales {\displaystyle \varphi _{k}}, la densidad es:
{\displaystyle \rho (x)={1 \over N}\sum _{k=1}^{N}|\varphi _{k}(x)|^{2}}
Este es el caso de las formulaciones de la teoría del funcional de la densidad y de método de Hartree-Fock.